# روبرت بورنس سميث
روبرت بورنس سميث (بالإنجليزية: Robert Burns Smith)‏ هو محامي وسياسي أمريكي، ولد في 29 ديسمبر 1854 في مقاطعة هيكمان في الولايات المتحدة، وتوفي في 16 نوفمبر 1908 في كاليسبيل في الولايات المتحدة. نشط حزبياً في حزب الشعب والحزب الديمقراطي. وقد انتخب حاكم مونتانا ‏ (4 يناير 1897 – 7 يناير 1901).